# Indicoblemma lannaianum
Indicoblemma lannaianum is een spinnensoort in de taxonomische indeling van de Tetrablemmidae.
Het dier behoort tot het geslacht Indicoblemma. De wetenschappelijke naam van de soort werd voor het eerst geldig gepubliceerd in 2005 door Burger.